# دوری کردن
دوری کردن یا پرهیز کردن (به انگلیسی: Shunning)، می‌تواند عمل طرد اجتماعی یا فاصله عاطفی باشد. در یک زمینه مذهبی، دور کردن یک تصمیم رسمی توسط یک فرقه یا یک جماعت برای توقف برهمکنش با یک فرد یا یک گروه است و از مجموعه قوانین خاصی پیروی می‌کند. با تکفیر متفاوت است، اما ممکن است با آن همراه باشد.
طرد اجتماعی در بسیاری از نظام‌های حقوقی عرفی مجازات بوده و هست. چنین تحریم‌هایی شامل طرد آتن باستان و کاسپکانگ که هنوز در جامعه بالی مورد استفاده قرار می‌گیرد.